# Geranium ussuriense
Geranium ussuriense là một loài thực vật có hoa trong họ Mỏ hạc. Loài này được Tsyren. mô tả khoa học đầu tiên năm 2007.